# Cefprozyl
Cefprozyl, (łac. Cefprozilum) – antybiotyk beta-laktamowy z grupy cefalosporyn II generacji, wykazuje działanie bakteriobójcze. Ma zastosowanie w większości zakażeń bakteryjnych, dzięki oporności na działanie enzymów bakteryjnych skierowanych przeciwko niektórym antybiotykom.
Biologiczny okres półtrwania wynosi około 78 minut. Lek w 36% wiąże się z białkami osocza.

## Wskazania
- zakażenia układu oddechowego
- zapalenie ucha środkowego
- zakażenia dróg moczowych
- zakażenia tkanek miękkich i skóry

## Przeciwwskazania
- nadwrażliwość na antybiotyki cefalosporynowe lub penicyliny
- niewydolność nerek
- choroby przewodu pokarmowego
- fenyloketonuria

## Działania niepożądane
- bóle brzucha
- nudności
- wymioty
- biegunka
- ból głowy
- skórne reakcje alergiczne
- łagodne zwiększenie  poziomu enzymów wątrobowych i fosfatazy zasadowej
- gorączka
- zapalenie błony śluzowej żołądka i jelit

## Preparaty
- Cefzil – proszek do przygotowania zawiesiny 0,025 g/ml, 0,05 g/ml; tabletki powlekane 0,25 g, 0,5 g

## Dawkowanie
Doustnie. Dawkę i częstotliwość stosowania leku ustala lekarz. Zwykle u osób dorosłych w zakażeniach dolnych dróg oddechowych 0,5 g dwa razy dziennie, w pozostałych przypadkach 0,5 g raz na dobę.